# 山辺町 (栃木県)
山辺町（やまべまち）は栃木県の南西部、足利郡に属していた町である。

## 地理
- 河川 - 渡良瀬川

## 歴史
- 1889年（明治22年）4月1日 町村制施行により、八幡村、借宿村、田中村、朝倉村、堀込村が合併し梁田郡山辺村が成立する。
- 1896年（明治29年）4月1日 郡統合（足利郡と梁田郡の統合）により、足利郡に所属する。
- 1938年（昭和13年）4月1日 山辺村が町制施行し山辺町となる。
- 1953年（昭和28年）4月1日 足利市へ編入され消滅。

## 路線
- 東武伊勢崎線
  - 野州山辺駅